# Loligo
Il genere Loligo Lamarck, 1798 comprende molluschi cefalopodi noti comunemente come calamari, appartenenti alla famiglia dei Loliginidi (Loliginidae). Questi organismi presentano un corpo allungato e idrodinamico, dotato di due pinne laterali triangolari che facilitano il nuoto. Possiedono otto braccia e due tentacoli muniti di ventose, utilizzati per la cattura delle prede. La conchiglia interna, chiamata gladio, è una struttura sottile e trasparente che fornisce supporto al corpo.
Una delle specie più rappresentative del genere Loligo è il calamaro comune (Loligo vulgaris), diffuso nel Mar Mediterraneo e lungo le coste dell'Oceano Atlantico orientale, dal Mare del Nord fino al Golfo di Guinea. Questa specie abita prevalentemente le zone litorali marine, nuotando a breve distanza dal fondo, e può raggiungere una lunghezza totale, comprese le braccia, di circa 1,20 metri e un peso di 1,6 chilogrammi.
I calamari del genere Loligo sono predatori attivi, nutrendosi principalmente di pesci pelagici e altri piccoli organismi marini. La loro capacità di nuotare rapidamente, combinata con l'uso dei tentacoli per afferrare le prede, li rende efficaci cacciatori. Inoltre, sono noti per la loro capacità di cambiare colore grazie alla presenza di cromatofori nella pelle, caratteristica che utilizzano sia per mimetizzarsi che per comunicare.
Dal punto di vista ecologico ed economico, le specie del genere Loligo rivestono un ruolo significativo. Sono oggetto di pesca commerciale in molte regioni del mondo, grazie alla loro carne apprezzata in ambito culinario. Inoltre, alcune specie sono utilizzate nella ricerca scientifica, in particolare negli studi di neurobiologia, a causa della struttura relativamente semplice e accessibile del loro sistema nervoso.
In sintesi, il genere Loligo rappresenta un gruppo di cefalopodi di grande interesse sia per la biologia marina che per l'economia, grazie alle loro caratteristiche morfologiche, ecologiche e alla loro importanza come risorsa alimentare.

## Specie
Attualmente, il genere Loligo comprende tre specie riconosciute:
- Loligo forbesii Steenstrup, 1856
- Loligo reynaudii A. d'Orbigny, 1841
- Loligo vulgaris Lamarck, 1798